# 올래?! - 천사들의 도시편
《올래?! - 천사들의 도시편》은 2017년에 제작된 노승택 감독의 대한민국의 멜로/로맨스 영화다.

## 출연
- 조완진
- 퍼기
- 춘야
- 아이즈